# Мориа (гора)
Мориа (ивр. מוֹרִיָּה‎, Môriyyā, араб. ﻣﺮﻭﻩ‎, Marwah) — гора, на которой, согласно еврейской традиции, должно было быть совершено жертвоприношение Исаака. Согласно Книге Бытия, эта гора находилась в «земле Мориа». В Вульгате место, указанное Богом для жертвоприношения, определяется как «terra Visionis» («земля Видения»).
В иудаизме и христианстве, на основании текста библейской Второй книги Паралипоменон (2Пар. 3:1),  горой Мориа считается Храмовая гора.
В исламе горой, на которой должно было быть совершено жертвоприношение сына Ибрахима, считается гора в долине Мина около Мекки.

## В Библии
В Ветхом Завете Мориа появляется дважды:
- В книге Бытия (Быт. 22:2): «Бог сказал: возьми сына твоего, единственного твоего, которого ты любишь, Исаака; и пойди в землю Мориа и там принеси его во всесожжение на одной из гор, о которой Я скажу тебе.»
- Во второй книге Паралипоменон (2Пар. 3:1): «И начал Соломон строить дом Господень в Иерусалиме на горе Мориа, которая указана была Давиду, отцу его, на месте, которое приготовил Давид, на гумне Орны Иевусеянина.»